# 道の駅雷電くるみの里
道の駅雷電くるみの里（みちのえき らいでんくるみのさと）は、長野県東御市滋野乙にある長野県道79号小諸上田線の道の駅である。
雷電は江戸時代の力士で、当地（信濃国）出身の雷電爲右エ門のことを指す。くるみは東御市の特産物である。すぐ南側を上信越自動車道が通っており、東方約3.3kmに小諸IC、西方約3.5kmに東部湯の丸ICがある。

## 施設
- 駐車場
  - 普通車：100台
  - 大型車：20台
  - 身体障害者用：2台
- トイレ
  - 男：17器
  - 女：17器
  - 身体障害者用：1器
- 公衆電話
- レストラン
- 農産物直売所
- 物産コーナー
- 雷電資料館、雷電の像
- 展望テラス
- 休憩所

## 休館日
- 年中無休

## アクセス
- 長野県道79号小諸上田線 - 登録路線
  - 長野県道94号東御嬬恋線

## 周辺
- 日帰温泉施設「湯楽里館」
- 湯の丸スキー場
- 湯の丸高原